# Kirschwein
Kirschwein, ein aus Kirschen hergestelltes weinähnliches Getränk, zählt zu den beliebteren Formen von Obstwein bzw. Fruchtweinen.
Unter den Kirschenarten eignet sich aufgrund ihres Säuregehaltes insbesondere die Schattenmorelle zur Weinherstellung. Süßkirschen dagegen sind, ohne Zugabe einer Säure, zur Weinbereitung nicht geeignet. Die Kirschen sollten vor der Gärung sorgfältig entsteint werden, da die Steine giftige Blausäure freisetzen können.
Kirschwein wird entweder durch Saftgärung oder durch Maischegärung gewonnen. Bei der ersten Variante werden die Kirschen zunächst zerkleinert und der Saft wird ausgepresst. Anschließend werden Zucker und Hefe, bei Süßkirschsaft zur Erhöhung des Säuregehaltes üblicherweise auch Milchsäure, hinzugesetzt. Der Saft darf anschließend gären. Bei der Maischegärung werden die Früchte zerkleinert und die gesamte sogenannte Maische wird mit Hefe versetzt. Erst nachdem die Maische einige Tage gegärt ist, wird der Saft ausgepresst und eventuell noch mit Zucker versetzt, der als Nährstoff für die Hefe dient. Je höher der Zuckergehalt, umso höher fällt auch der Alkoholgehalt aus.
Verbreitet gilt der Kirschwein eher als Hobby-Produkt bzw. als „günstiger Ersatz“ für Wein aus Weinbeeren. Bei entsprechender Auswahl der Rohware, d. h. Verwendung ausschließlich gesunder und vollreifer Früchte und sorgfältiger Verarbeitung lassen sich aus den Kirschen qualitativ hochwertige Weine gewinnen.
Mittlerweile werden neben Kirschwein auch Kirschsekt und Kirschessig angeboten.